# Burgstall Deggingen
Der Burgstall Deggingen bezeichnet eine abgegangene Höhenburg bei 690 m ü. NHN am Gewann Ungerhalde des Nordalb genannten Berges bei der Gemeinde Deggingen im Landkreis Göppingen in Baden-Württemberg.
Von der während des 12. Jahrhunderts vermutlich von den Herren von Deggingen erbauten Schildmauerburg sind noch Wall- und Grabenreste erhalten.